# الوهم السماوي
الوهم السماوي (باليابانية: 天国大魔境) هي سلسلة مانغا يابانية من تأليف ورسم ماساكازو إيشيغورو. نُشرت في مجلة أفترنون الشهرية التابعة لكودانشا منذ كانون الثاني/يناير 2018، وجُمعت فصولها في 11 مجلدًا تانكوبون اعتبارًا من تشرين الأول/أكتوبر 2024.

## الجوائز والترشيحات
| قائمة الجوائز والترشيحات | قائمة الجوائز والترشيحات | قائمة الجوائز والترشيحات | قائمة الجوائز والترشيحات | قائمة الجوائز والترشيحات | قائمة الجوائز والترشيحات |
| السنة                    | الجائزة                  | الفئة                    | المستلم                  | النتيجة                  | م.                       |
| ------------------------ | ------------------------ | ------------------------ | ------------------------ | ------------------------ | ------------------------ |
| 2024                     | جوائز كرانشي رول للأنمي  | أفضل سلسلة جديدة         | الوهم السماوي            | رُشِّح                      | [ 2 ]                    |
| 2024                     | جوائز كرانشي رول للأنمي  | أفضل مخرج                | هيروتاكا موري            | رُشِّح                      | [ 2 ]                    |
| 2024                     | جوائز كرانشي رول للأنمي  | أفضل تصوير سينمائي       | الوهم السماوي            | رُشِّح                      | [ 2 ]                    |
| 2024                     | جوائز كرانشي رول للأنمي  | أفضل أنمي درامي          | الوهم السماوي            | رُشِّح                      | [ 2 ]                    |
| 2024                     | جوائز كرانشي رول للأنمي  | أفضل شارة بداية          | الوهم السماوي            | رُشِّح                      | [ 2 ]                    |